# Ejército de Levante (bando sublevado)
El Ejército de Levante agrupaba parte de las tropas del bando sublevado durante la guerra civil española. Fue creado el 26 de noviembre de 1938 con el propósito fallido de conquistar la provincia de Valencia y su costa tras la Ofensiva del Levante. Su jefe era el general de división Luis Orgaz Yoldi situando su cuartel general en Castellón de la Plana.

## Orígenes
Formado por los hombres que defendieron Oviedo, con el general Aranda dentro y Pablo Martín Alonso fuera, resistieron en Aragón defendiendo las ciudades de Huesca y Teruel.

## Estructura

### Orden de batalla
En el momento de su creación, estaba compuesto po:
- Cuerpo de Ejército de Castilla.
- Cuerpo de Ejército de Galicia.
- Destacamento de Enlace.

### Mandos
- Comandante en jefe: general de división Luis Orgaz Yoldi.
- Jefe de Estado Mayor: coronel del Arma de Ingenieros Diplomado de Estado Mayor, Manuel de Fuentes Cervera.
- Comandante Principal de Artillería:
- Comandante Principal del Arma de Ingenieros:

## Cambios posteriores
Formada por los Cuerpos de Ejército de Galicia, Castilla, Aragón, Urgel, así como las agrupaciones de divisiones de Albarracín y Guadalajara.
En febrero de 1939 agrupaba los siguientes Cuerpos de Ejército: Galicia, Castilla, Agrupación de Reserva y Agrupación Reforzada.
- Cuerpo de Ejército de Galicia: Divisiones 83.ª, 55.ª y 108.ª.
- Cuerpo de Ejército de Castilla: Divisiones 15.ª, 52.ª, 85.ª, 3.ª y 152.ª.
- Cuerpo de Ejército de la Agrupación de Reserva: 58.ª División.
- Cuerpo de Ejército de la Agrupación Reforzada: 57.ª División.

### Última fase de la guerra
Preparados para la última ofensiva, el Ejército de Levante tenía asignado un frente desde Nules hasata las líneas de Guadalajara, bajo el mando del general Orgaz y con las siguientes unidades:
- Cuerpo de Ejército de Castilla al mando del general Varela. Divisiones 3.ª (Iruretagoyena), 15.ª (García-Escámez), 57.ª (Izquierdo), 81.ª (Ollo), 85.ª (Cuervo) y 152.ª (Rada Peral)
- Cuerpo de Ejército de Galicia, al mando del general Aranda: Divisiones 55.ª (Adrados), 58.ª (García Navarro), 83.ª (Martín Alonso) y 108.ª (Amado).
- Cuerpo de Ejército de Aragón, al mando del general Moscardó: Divisiones 51.ª (Urrutia), 53.ª (Sueiro) y 54.ª (Marzo).
- Cuerpo de Ejército de Urgel, al mando del general Muñoz Grandes: Divisiones 61.ª (Rodrigo), 62.ª (Sagardía) y 150.ª (Alonso).
- Agrupación de Albarracín, al mando del general Latorre: Divisiones 52.ª (Cremades) y 56.ª (Latorre).
- Agrupación de Guadalajara, al mando del general Perales: Divisiones 72.ª (Abriart) y 75.ª (Los Arcos), junto al Destacamento Ligero (Esparza).[5]

A finales de marzo la debilidad del Ejército Popular Republicano y el desmoronamiento de la retaguardia republicana provocaron el preludio de la última ofensiva de la contienda; En esta ofensiva final el Ejército de Levante conquistó las ciudades de Valencia, Alicante y Albacete sin encontrar oposición.